# Jang Te-č’
Jang Te-č’ (čínsky pchin-jinem Yáng Dézhì, znaky tradiční 楊得志; 3. ledna 1911 – 25. října 1994) byl čínský komunistický voják a politik, účastník čínské občanské války a čínsko-japonské války, v nichž dosáhl až na velení armádám. Po vzniku Čínské lidové republiky byl velitelem provinčních vojenských obvodů, od roku 1951 zástupcem velitele čínských dobrovolníků v Koreji, v letech 1954–1955 jejich velitelem. Poté velel vojenským okruhům: Ťinanskému (1955–1973), Wuchanskému (1973–1979) a Kchunmingskému (1979–1980), v letech 1971–1973 současně spravoval provincii Šan-tung jako první tajemník provinčního výboru KS Číny a předseda revolučního výboru. Roku 1980 byl přeložen do Pekingu na místo náčelníka generálního štábu a náměstka ministra obrany, tajemníka sekretariátu ústředního výboru KS Číny a člena stálého výboru ústřední vojenské komise KS Číny. Roku 1982 povýšil, když ze sekretariátu přešel do politbyra. Roku 1987 opustil své politické i vojenské funkce, náhradou byl zvolen členem stálého výboru ústřední poradní komise KS Číny (do 1992).

## Život
Jang Te-č’ se narodil 3. ledna 1911 v okresu Li-ling na východě provincie Chu-nan v rodině kováře. Od roku 1921 pásl ovce pro místního statkáře, roku 1924 krátce pracoval jako horník v uhelném dole An-jüan u Pching-siangu, roku 1926 pracoval na stavbě železnice. Připojil se k oddílu čínské Rudé armády po porážce nančchangského povstání roku 1927, zprvu jako posel, později voják a důstojník. V roce 1928 vstoupil do  Komunistické strany Číny, bojoval v prvních bitvách v okolí pohoří Ťing-kang, v roce 1929 se účastnil bojů v Ťiang-si a Fu-ťienu. Po roce 1932 velel 1. pluku 1. divize pod Lin Piaem a Nie Žung-čenem, v Lin Piaově sboru se účastnil Dlouhého pochodu. Roku 1937 studoval na Protijaponské univerzitě, potom velel 685. pluku v 115. divizi 8. pochodové armády. Od ledna 1939 velel pohraniční vojenské oblasti Ťin-Ťi-Lu (Che-pej-Šan-tung-Che-nan, jeho zástupcem byl Jang Jung). Po roce 1945 velel 2. koloně (záhy přejmenované na 4. kolonu a od roku 1948 na 2. armádu, později na 19. armádu) se kterou se přesunul z oblasti Ťin-Ťi-Lu na sever do Severočínského vojenského okruhu Nie Žung-čena. V letech 1946–1948 čelil velmi silným nacionalistickým silám v oblasti mezi Pej-pchingem (ještě nepřejmenovaným na Peking), Tchien-ťinem a Mandžuskem. V srpnu 1946 Jang a Siao Kche ustoupili tváří v tvář útoku tří posílených nacionalistických sborů soustředěných na železničních tratích mezi Pej-pchingem a Šen-jangem. Od dubna 1948 Jang velel 2. armádě (v únoru 1949 přeznačené na 19.) pod vedením Nie Žung-čena a Sü Siang-čchiena ze Severočínského vojenského okruhu. Jeho zástupcem byl Keng Piao a komisařem Luo Žuej-čching.
Na jaře 1949 obléhala Jangova nyní 19. armáda Tchaj-jüan, kde úzce spolupracoval s 18. armádou Sü Siang-čchiena. Po této bitvě Jang posílil Pcheng Te-chuaje v Lan-čou a zůstal s ním v provincii Ning-sia až do roku 1949. Když se občanská válka chýlila ke konci, velel ninggsiaskému vojenskému obvodu. Roku 1950 byl se svou armádou přeložen do provincie Šan-si.
Po vypuknutí bojů na Korejském poloostrově byla Jangova 19. armáda přesunuta do Šan-tungu, kde byla přezbrojena novými ruskými zbraněmi a v únoru 1951 posílila Čínské lidové dobrovolníky v Koreji, přičemž Jang Te-č’ sloužil jako zástupce velitele čínských dobrovolníků, Pcheng Te-chuaje. Po návratu Pcheng Te-chuaje do Číny roku 1954 převzal velení nad čínskými armádami v Koreji. Následujícího roku se také vrátil do Číny.
V roce 1955 při zavedení vojenských hodností obdržel hodnost generálporučíka. Po návratu z Koreje byl jmenován velitelem Ťinanského vojenského okruhu (od března 1955 do prosince 1973), přičemž do září 1958 studoval na Nankingském vojenském institutu a v Ťi-nanu ho zastupoval Wang Sin-tching. Na VIII. sjezdu KS Číny roku 1956 byl Jang Te-č’ zvolen kandidátem ústředního výboru. Roku 1958 byl povýšen na generálplukovníka, současně vykonával funkci 2. tajemníka šantugského provinčního výboru KS Číny. Od roku 1959 byl také poslancem Všečínského shromáždění lidových zástupců (znovuzvolen 1964, neúčastnil se voleb roku 1975, zvolen roku 1978 a 1983).
V první fázi kulturní revoluce byl na zasedání ústředního výboru v srpnu 1966 převeden z kandidátů mezi členy ústředního výboru. Při vytvoření šantungského revolučního výboru (který převzal správu provincie) v květnu 1967 se stal jeho místopředsedou. Na IX. sjezdu KS Číny roku 1969 byl zvolen členem ústředního výboru (znovuzvolen na následujících sjezdech 1973, 1977 a 1982, do 1987). V dubnu 1971 převzal vedení šantungského provinčního výboru KS Číny jako jeho první tajemník a rovněž velení nad šantungským provinčním vojenským obvodem. O měsíc později se stal i předsedou šantungského revolučního výboru. V prosinci 1973 byl, v rámci širší rotace velitelů vojenských okruhů, přeložen z Ťi-nanu do Wu-chanu na místo velitele Wuchanského vojenského okruhu (od prosince 1973 do ledna 1979), tudíž opustil své šantungské funkce. V lednu 1979 byl převelen do Jün-nanu na místo velitele Kchunmingského vojenského okruhu (od ledna 1979 do ledna 1980). Velel útokům čínských vojsk z jünnanského směru proti Vietnamu na počátku roku 1979, během čínsko-vietnamské války.
V lednu 1980 se stal členem stálého výboru ústřední vojenské komise KS Číny, v únoru 1980 byl zvolen tajemníkem obnoveného sekretariátu ÚV KS Číny a v březnu 1980 převzal od Teng Siao-pchinga funkci náčelníka generálního štábu, současně byl jmenován náměstkem ministra národní obrany. Na XII. sjezdu KS Číny v září 1982 upevnil své politické pozice, když sice odešel ze sekretariátu, ale byl zvolen členem politbyra a členem a zástupcem generálního sekretáře ústřední vojenské komise.
Na XIII. sjezdu KS Číny v listopadu 1987 nebyl zvolen do ústředního výboru (a tudíž opustil i politbyro a vojenskou komisi; odešel spolu s maršály Sü Siang-čchienem a Nie Žung-čenem, ministrem obrany Čang Aj-pchingem a  náčelníkem Hlavní politické správy Jü Čchiou-lim), a v generálním štábu ho nahradil Čch’ Chao-tchien; na místo toho byl zvolen členem stálého výboru ústřední poradní komise KS Číny. Roku 1992 se definitivně stáhl z politiky.
Dne 25. října 1994 zemřel v Pekingu.